# Кабрал, Амилкар
Ами́лкар Кабра́л (порт. Amílcar Cabral, псевдоним — Абель Джасси (порт. Abel Djassi); 12 сентября 1924[…], Бафата, Португальская Гвинея — 20 января 1973[…], Цевие, Приморская область или Конакри) — политический деятель Португальской Гвинеи и Кабо-Верде, панафриканист, интеллектуал, поэт, теоретик, революционер, националист и дипломат. Он был одним из ведущих антиколониальных лидеров Африки, а также одним из основателей Африканской партии независимости Гвинеи и Кабо-Верде (ПАИГК) и её генеральный секретарь.

## Биография

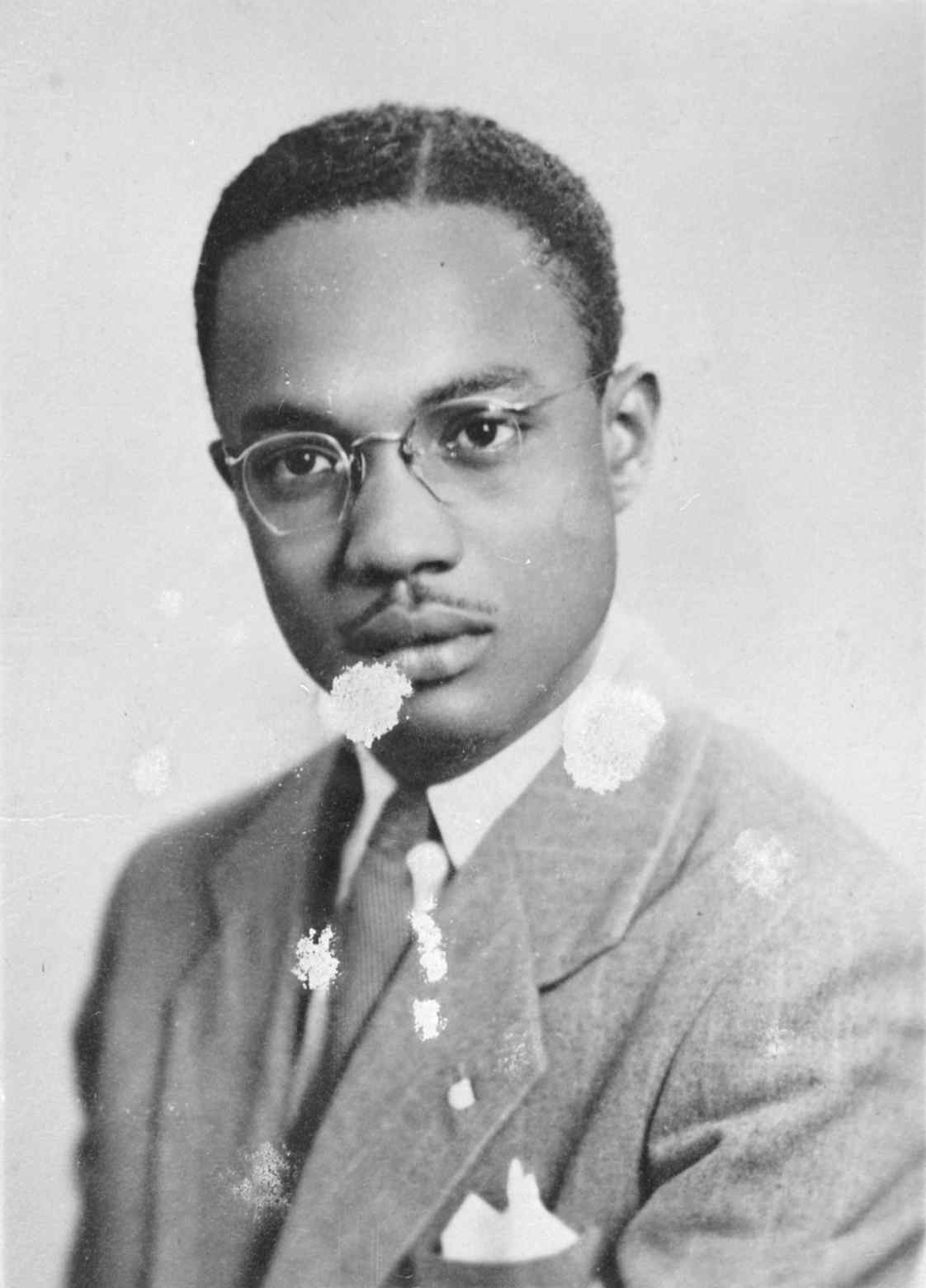
Портрет Амилкара Кабрала, в возрасте 23 лет, 1948 год.

Родился 12 сентября 1924 года в городе Бафата (Португальская Гвинея). Отец его, Васко Кабрал, был чиновником и плантатором. Имя сыну дал в честь Гамилькара Барки, отца карфагенского полководца Ганнибала. Васко Жувенал Кабрал получил образование в Португалии и в 1911 году переехал в Португальскую Гвинею в поисках работы. Там он встретил Иву Пиньел Эвора — мать Амилкара, родившуюся в г. Прая. Вообще Кабралы, как и все жители Кабо-Верде, относились к привилегированному слою в колонии и юридически приравнивались к португальцам. Амилкар провёл детство и отрочество на Островах Зелёного Мыса — родине родителей.
Окончил лицей на о. Сан-Висенте и Высший агрономический институт (англ.) в Лиссабоне (Португалия). Кабрал, с уважением относившийся к португальской культуре, говорил: «Португальский язык — это лучшее, что оставили нам португальцы». Увлекался произведениями Жоржи Амаду, Пабло Неруды. Писал очерки о кабо-вердианской литературе. Два года проработал в Португалии, в 1952 году вернулся в Гвинею, чтобы работать агрономом. Работа на экспериментальной ферме Pessube предусматривала частые командировки в разные уголки страны, которые позволили Кабралу ближе ознакомиться с реалиями португальского колониального господства. Об этом периоде он впоследствии вспоминал так: «Я был агрономом и работал под началом европейца, о котором каждому было известно, что он один из самых глупых людей в Гвинее. Я мог бы с закрытыми глазами научить его тому, как надо работать, но он был господином. Это незначительный факт, но он многому учит. Данный пример имеет первостепенное значение при определении того, как зародилась первоначальная идея борьбы».
Ещё в 1948 году подключился к национально-освободительной борьбе против португальских колонизаторов, вступив в контакт со студентами-революционерами не только из Гвинеи-Бисау, но и из других португальских колоний в Африке — Анголы, Конго, Мозамбика: Агостиньо Нето, Вириату да Крушем, Мариу де Андради, Марселину душ Сантушем и другими. Живя в Лиссабоне, познакомился с португалкой Аной-Марией, которая стала его первой женой (впоследствии, однако, супруги развелись из-за политических разногласий). Вместе с ними Кабрал принял участие в основании «Дома студентов португальской империи», а потом «Дома Африки» в Лиссабоне. По инициативе А. Кабрала, А. Нето, М. де Андради, а также поэта с острова Сан-Томе Франсишко-Жозе Тенреейру в Лиссабоне в 1951 году был создан Центр африканских исследований.
Был знаком также с будущим лидером ангольской оппозиционной группировки УНИТА Жонасом Савимби. Впоследствии в Париже познакомился с известным кубинским художником Вифредо Ламом. В студенческих кружках происходило его знакомство с революционными идеями. В 1953 году Кабрал и Г. Лабери создали в городе Бисау тайную организацию — Движение за национальную независимость Гвинеи, которое объединило революционно настроенную интеллигенцию и городских рабочих-африканцев и мулатов из числа ассимилированных (асимиладуш). В 1955 году португальский губернатор добился высылки Кабрала из Гвинеи, разрешив ему не чаще раза в год посещать страну, чтобы проведать семью.
19 сентября 1956 года во время одного из таких визитов вернувшийся из Анголы Амилкар Кабрал вместе со своим сводным братом Луишем Кабралом (Luís Cabral), Ариштидешом Перейрой (Aristides Pereira), Фернанду Фортешем (Fernando Fortes), Жулио Алмейдой (Júlio Almeida) и Элизем Турпином (Elisée Turpin) создали в Бисау подпольную Африканскую партию независимости (порт. Partido Africano da Independência, PAI), штаб-квартира и учебный центр которой находились в городе Конакри, столице соседней Республики Гвинея, бывшей уже с 1958 года независимым государством.
В 1960 году партия получила новое название — Африканская партия независимости Гвинеи и Кабо-Верде (ПАИГК). Её целью было объявлено достижение независимости португальской Гвинеи и островов Кабо-Верде, создание из них единого государства, обеспечение его экономического и социального развития, укрепление национальной независимости и демократического строя, создание социалистического общества, свободного от эксплуатации. Если ранее партия поддерживала завоевание независимости через ненасильственное сопротивление, то расстрел бастующих портовых рабочих в Пиджигуити силами тайной полиции ПИДЕ в 1959 году убедил её перейти к повстанческой борьбе. Руководство ПАИГК состояло из креолов — уроженцев Кабо-Верде. Массовую базу партии составлял народ баланте. Другой основной этнос Гвинеи, фульбе, преимущественно поддерживал португальцев.
Четыре года спустя бойцы ПАИГК совершили нападение на военные казармы в городе Тит на юге Гвинеи-Бисау, начав таким образом вооружённую борьбу — партизанскую войну против португальских колонизаторов. На первом этапе войны базы партизан были расположены в соседней Республике Гвинее. С января 1963 года Кабрал являлся председателем Военного совета революционных народных вооружённых сил (ФАРП). К 1967 году ПАИГК контролировал до 80 % территории страны. Это были крупнейшие военные неудачи португальцев в борьбе с африканскими движениями. Кабрал требовал от бойцов не верить колдунам, помогать мирному населению. В начале 1970 года во контролем ПАИГК оказалась большая часть Гвинеи. Фактически португальцы удерживали только два крупнейших города колонии — Бисау и Бафата — и их окрестности. В новых — военных — условиях постепенно сошло на нет влияние первого председателя ПАИГК Рафаэла Барбозы. Стало бесспорным лидерство Амилкара Кабрала.

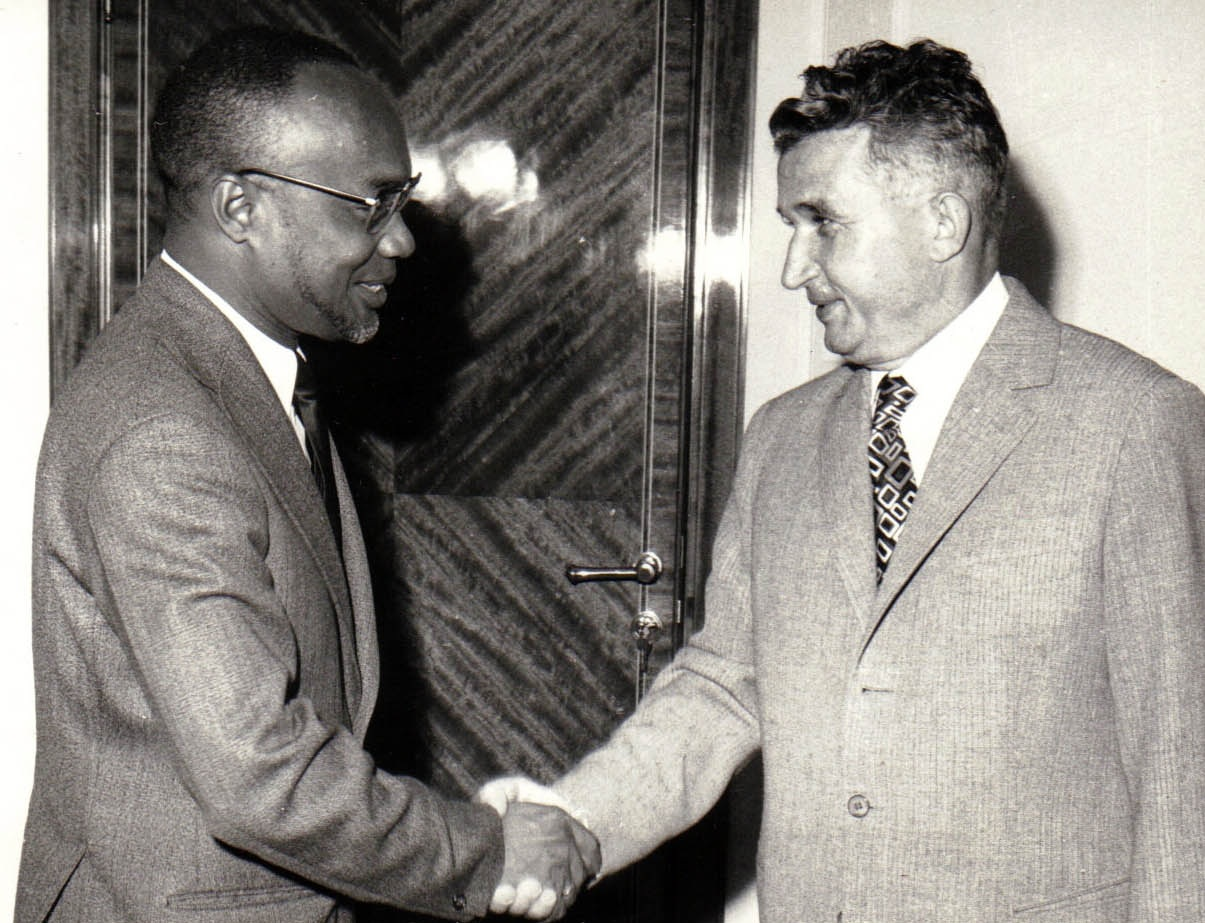
Кабрал и Николае Чаушеску.

В это время Кабрал выступал не только как талантливый организатор, но и как пропагандист и представитель гвинейского народа за рубежом — выступал с докладами о национально-освободительной борьбе в Африке на международных конференциях и в ООН. 1970 году его вместе с Агостиньо Нето (президентом МПЛА) и Марселино душ Сантушем (вице-президентом ФРЕЛИМО) принимал Папа Римский Павел VI. Встречался с лидерами Движения неприсоединения: Иосипом Броз Тито, Гамалем Абдель Насером, Джавахарлалом Неру.
В декабре 1972 года вместе с секретарем Президиума Верховного Совета Михаилом Георгадзе прилетел в Крым на празднование 50-й годовщины создания СССР. В ходе визита посетил 165-й учебный центр по подготовке иностранных военнослужащих в Перевальном, где обучались бойцы ПАИГК. Представлял ПАИГК на 23-м и 24-м съездах КПСС.

## Смерть
После ряда неудачных покушений Кабрал был убит. Около 23 часов 20 января 1973 года, возвращаясь домой после официального приёма в посольстве Польши в Конакри (Гвинея), Кабрал с женой и несколькими членами исполкома и ЦК ПАИГК был задержан группой заговорщиков. При задержании Кабрал был убит выстрелом в затылок, а остальных его спутников переправили из Конакри в Португальскую Гвинею, в город Бисау. Об этом сообщил командующий народной армии Гвинейской Республики Сангаре Тумани. Фактически же по его личной просьбе за катерами срочно вышел в погоню советский эсминец «Бывалый», вскоре настигнувший их и спасший всех захваченных людей.
Существует несколько версий убийства Амилкара Кабрала. По официальной версии лица, задержавшие и застрелившие Кабрала, были выпускниками возглавляемого им Учебного центра, оказавшиеся агентами португальской разведки. По другой версии, причина убийства была в соперничестве за власть в партии. Правозащитники Гвинеи (Конакри) обвиняют в причастности к смерти Амилкара Кабрала бывшего лидера страны Секу Туре, который якобы завидовал популярности убитого лидера. По всей вероятности, совпали все три фактора — операция португальской агентуры во главе с Мамаду Туре, внутрипартийный заговор во главе с Иносенсио Кани, двойственное отношение гвинейского президента Секу Туре.
Гвинейские военные арестовали около ста офицеров и партизан-солдат ПАИГК, обвинив их в причастности к заговору с целью убийства Кабрала и попытке захватить власть в движении, и расстреляли их.
Убийство Кабрала не остановило антиколониального движения. В 1973 году Португальская Гвинея стала независимым государством Гвинея-Бисау, первым лидером которого стал сводный брат Амилкара Луиш де Альмейда Кабрал. Принято считать, что войну в Гвинее Португалия проиграла. Неудачи в Гвинее заставили португальских военных свергнуть фашистский режим в метрополии и признать независимость колоний.

## Идейное наследие

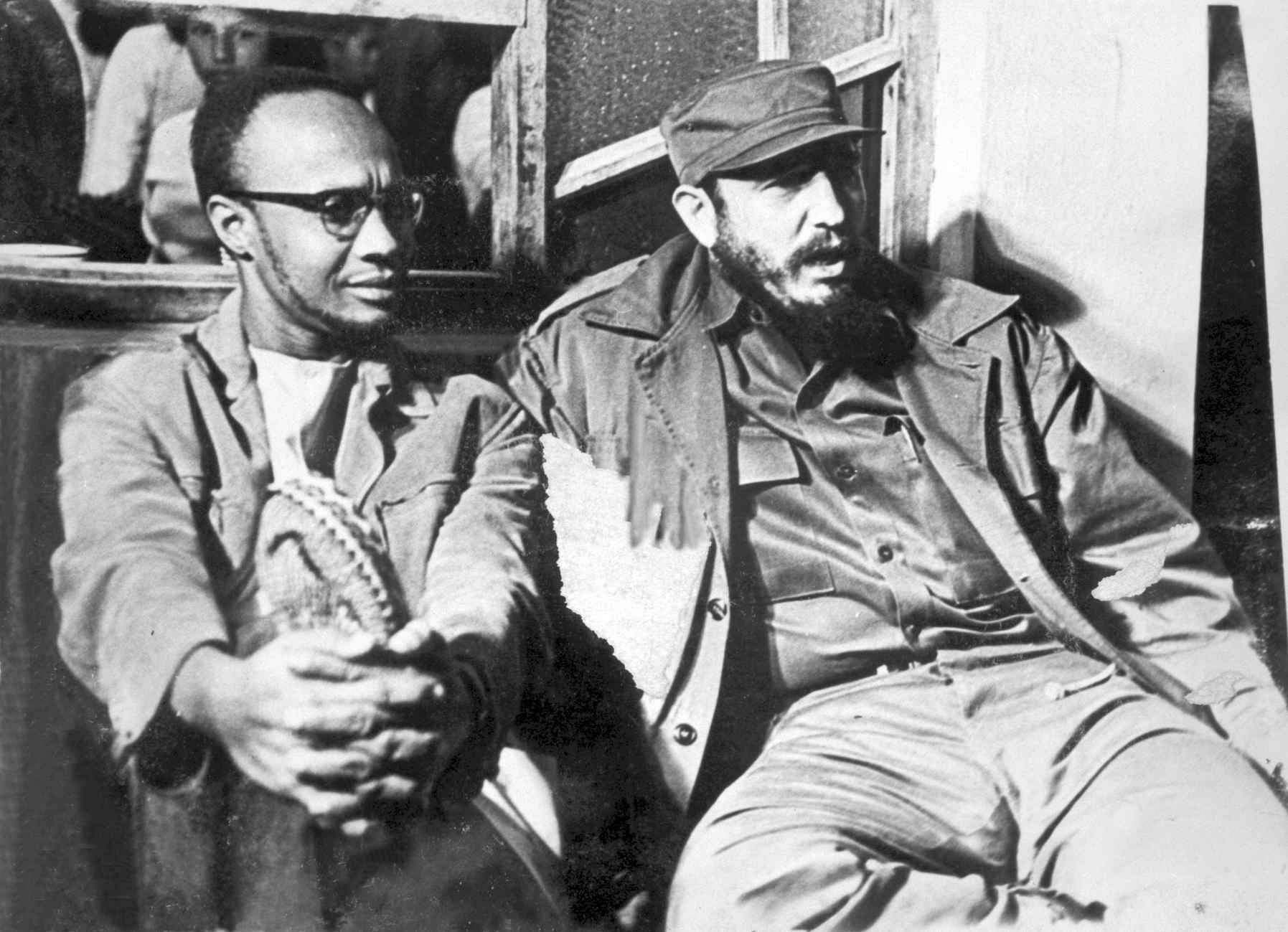
Кабрал и Фидель Кастро (январь 1966)

Кабрал являлся революционным теоретиком, автором многих работ по проблемам национально-освободительного движения, почётным доктором Института Африки АН СССР (1971). Его перу принадлежат также поэтические произведения. К концу 1980-х было опубликовано 10 стихотворений Кабрала. Одни исследователи (Мануэл Феррейра) относят их к литературе Кабо-Верде. Другие считают Амилкара основоположником письменной поэзии Гвинеи Бисау. Из поэмы Амилкара Кабрала 1946 г.: «Мой мятежный клич облетел дальние страны, пересёк моря и океаны и заставил трепетать моё сердце» (напечатано в журнале «Возвес» в 1974 г.).
Хотя Кабрал считал себя скорее практиком, чем теоретиком, он постоянно занимался разработкой вопросов тактики и стратегии, целей и средств антиколониальной борьбы. Свои мысли высказывал в статьях и речах. Важное место в антиколониальной борьбе, по мнению Кабрала, занимала культура, поэтому вопросам культуры он уделял большое внимание. Культура колонизированного и угнетённого народа должна противопоставляться культуре колонизатора.
Несмотря на привлечение марксистской методологии, взгляды Кабрала типичны для африканских социалистов. Африканское общество он считал изначально бесклассовым. Примером для него была традиционная община народа баланте. Кабрал отрицательно относился к революционным концепциям Че Гевары о фокизме. По мнению Амилкара, для революции необходимы определённые условия. Оригинальной является теория Кабрала о «классовом самоубийстве». Согласно концепции лидера гвинейской революции, вследствие отсутствия сознательного рабочего класса национально-освободительную борьбу в Африке должна возглавить национальная буржуазия. Потом она может либо стать эксплуататором народа либо, совершив классовое самоубийство, слиться с ним. Такие взгляды объясняются неразвитостью капиталистических отношений в Португальской Гвинее.

### Освободительные движения «третьего мира»
Кабрал считал, что в эпоху монополистического капитализма и империализма главными действующими лицами мировой истории становятся освободительные движения «третьего мира». Настоящие общественные преобразования приходят только с завоеванием коренными народами контроля над производительными силами, тогда как формальная политическая независимость приводит к продолжению колониализма в измененном виде — в виде неоколониализма. Политическая независимость — не цель освободительной борьбы, но один из моментов процесса борьбы. Если история — это развитие производительных сил, говорил Кабрал, колонизируемый может вернуть себе историю, только завладев средствами производства. Потенциал для революции — в формировании антиимпериалистического союза различных социальных групп, включая крестьянство и мелкую буржуазию. После получения независимости этот союз может распасться, и из этого бывшего монолита выделится национальная буржуазия, «средний класс» и т. д. Произойдёт это или нет, будет зависеть от поведения низших слоёв мелкой буржуазии и интеллигенции.

### Революционные кадры
Рабочий класс, в частности промышленный пролетариат, в силу своей малочисленности не мог играть решающей роли в национально-освободительной борьбе в колониях. Задачу передового отряда, выступавшего во главе преимущественно сельских масс, выполнял союз национальной мелкой буржуазии и интеллигенции. Этот союз оформлялся в виде революционной партии.
На первом этапе борьбы кадры для революционной партии надо искать среди слоев с противоречивой классовой позицией, не уверенных в своём месте в обществе. Это могут быть бывшие крестьяне, ставшие городскими наёмными работниками. Поскольку эти трудовые мигранты видят эксплуатацию воочию, они скорее крестьян осознают её реальность и сделают соответствующие политические выводы (хотя объективно их могут эксплуатировать не так жестоко, как крестьян).

### «Классовое самоубийство»
Кабрал был убеждён, что ключом к успешной социальной революции на периферии капиталистического мира является роль, которую должно сыграть мелкобуржуазное руководство национального движения после завоевания независимости. В тот момент, когда приходит национальное освобождение, и революционная мелкая буржуазия получает власть, народ возвращается к истории, и наружу снова вырываются внутренние социальные противоречия, затушёванные во время вооружённой борьбы против колониализма. Когда эти противоречия проявятся, революционная мелкая буржуазия оказывается перед выбором: либо стать национальной буржуазией, либо продолжить революцию и осуществить своё историческое призвание — организовать социальную революцию. Кабрал настаивал, что для осуществления своего исторического призвания мелкая буржуазия должна совершить «классовое самоубийство» и вместо следования своим непосредственным вещественным интересам прислушиваться к революционному сознанию. По причине отсутствия или немногочисленности настоящего рабочего класса мелкая буржуазия должна в интересах общества пожертвовать своим состоянием и привилегиями, отождествив себя с трудящимися массами. Вероятность самоубийства зависит от глубины проникновения революционных идей в среду мелкой буржуазии, а также от места, которое будет занимать революционная фракция этого класса после обретения независимости. Неспособность совершить классовое самоубийство означает воспроизведение эксплуатационных отношений в новой конфигурации: пару «колонизатор-колонизируемый» сменит пара «национальная буржуазия-пролетариат». Посредством классового самоубийства буржуазии борьба за национальное освобождение перерастает в борьбу за освобождение социальное.

## Память

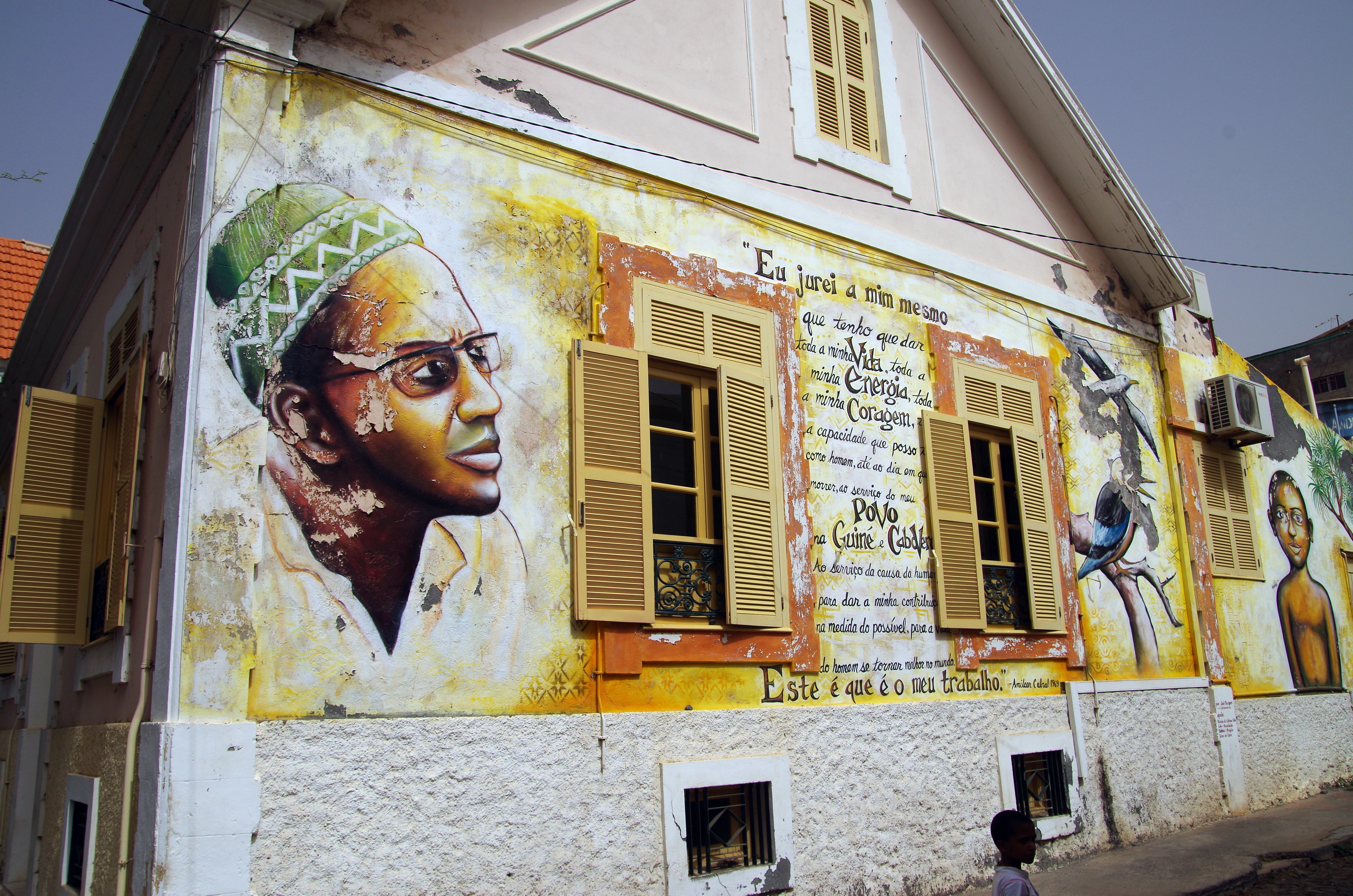
Портрет Кабрала на стене фонда, названного его именем, Прая, Кабо-Верде.

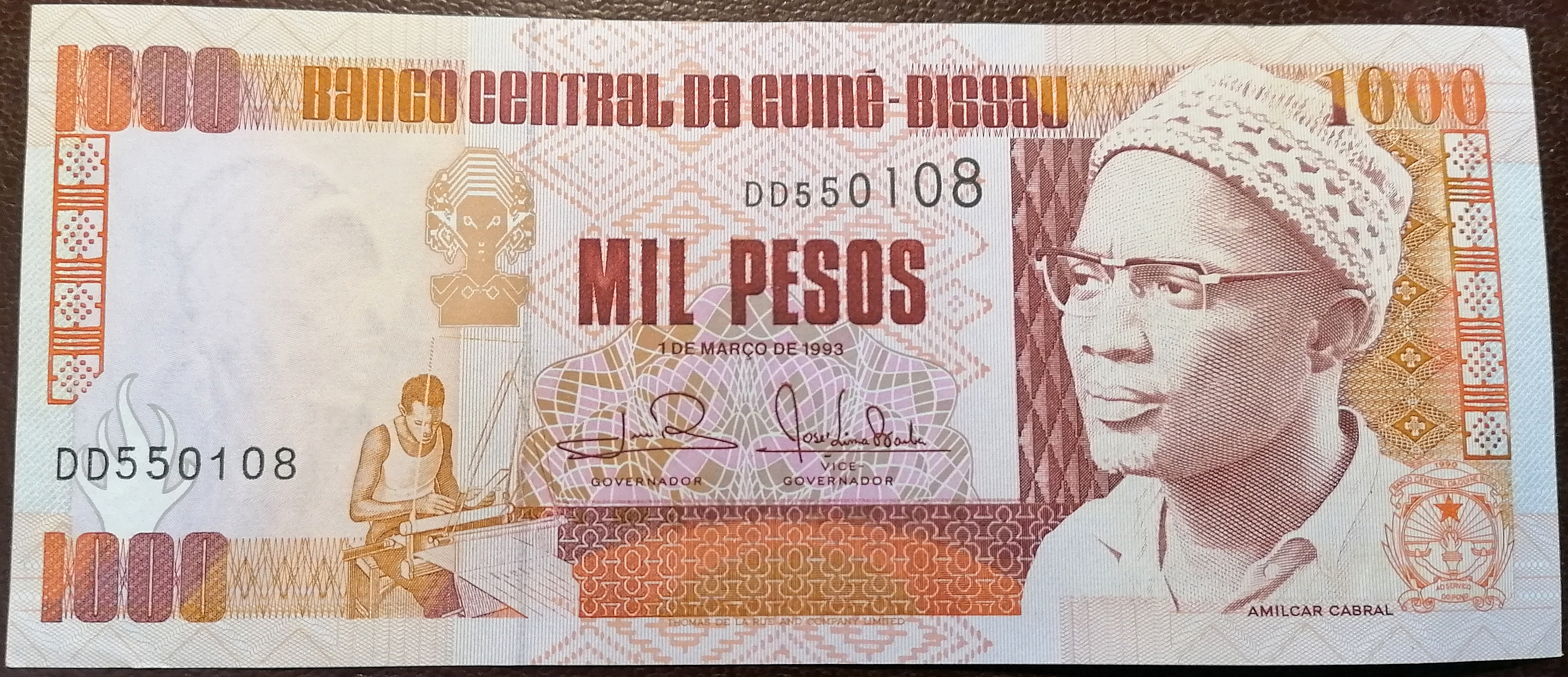
Амилкар Кабрал на денежной купюре в 1000 песо Гвинеи-Бисау 1993 года выпуска

Памятник национальному герою установлен на его родине в г. Бафата.
Именем Амилкара Кабрала названы:
- площадь в Москве, в районе Вешняки
- футбольный кубок в Африке
- международный аэропорт на острове Сал (Кабо-Верде)
- университет в Бисау
- центр культуры в Боа-Виста (Бразилия)
- улица в Сен-Дени (Франция)
- молодёжная организация в Гвинее-Бисау «Африканская молодёжь Амилкара Кабрала»
- партизанские отряды в Уганде, боровшиеся против режима Мильтона Оботе
- так называемые «Комитеты Амилкара Кабрала» в Анголе, выступавшие против правительства Агостиньо Нето с ультралевых позиций.

Амилкар Кабрал стал прототипом Кэндала, главного героя повестей советского журналиста-международника Евгения Коршунова «Гроза над лагуной», «Под белым крестом», «Рассвет в дебрях буша», писателя из Мали Сейду Диарры «Золотой нож».
Памяти Кабрала посвящено стихотворение португальского поэта Руя Синнати «Пусть свершится неизбежное» (1976). Для Синатти его герой — человек португальской культуры, символ борьбы за свободу всех португальских колоний:

Мой португалец, побеждающий моря,

Тимор напрасно тебя ожидал,

Боролся он тщетно, но не оступился,

Пусть твоя жизнь послужит примером!

Пусть твою смерть прославят на все времена!

В Гвинее (совместно с Румынией) был снят в 1977 документальный фильм «Амилкар Кабрал — борец за свободу».
Взгляды и личность Амилкара Кабрала являются предметом обсуждения в фильме французского режиссёра Криса Маркера «Sans Soleil».

## Сочинения
- Джасси А. Правда о португальских колониях в Африке. / Пер. с английского и французского. — М., 1961.
- Революция в Гвинее (Избранные статьи и речи). / Пер. с английского, португальского, французского. — М., 1973.